# 2002 (Anne-Marie)
2002 è un singolo della cantautrice britannica Anne-Marie, pubblicato il 20 aprile 2018 come sesto estratto dal primo album in studio Speak Your Mind.
La canzone è stata coscritta dalla stessa Anne-Marie Nicholson con Steve Mac, Ed Sheeran, Julia Michaels e Benjamin Levin.

## Tracce
Download digitale
1. 2002 – 3:06

## Classifiche

### Classifiche settimanali
| Classifica (2018-19) | Posizione massima |
| -------------------- | ----------------- |
| Australia            | 4                 |
| Austria              | 9                 |
| Belgio (Fiandre)     | 23                |
| Canada               | 49                |
| Corea del Sud        | 2                 |
| Croazia              | 12                |
| Danimarca            | 31                |
| Estonia              | 27                |
| Germania             | 18                |
| Grecia               | 30                |
| Irlanda              | 2                 |
| Lettonia             | 31                |
| Libano               | 13                |
| Lituania             | 80                |
| Malaysia             | 9                 |
| Norvegia             | 24                |
| Nuova Zelanda        | 12                |
| Paesi Bassi          | 41                |
| Polonia              | 44                |
| Portogallo           | 57                |
| Regno Unito          | 3                 |
| Repubblica Ceca      | 25                |
| Singapore            | 5                 |
| Slovacchia           | 24                |
| Slovenia             | 18                |
| Stati Uniti          | 104               |
| Svezia               | 30                |
| Svizzera             | 18                |
| Ungheria             | 20                |

### Classifiche di fine anno
| Classifica (2018) | Posizione |
| ----------------- | --------- |
| Australia         | 28        |
| Austria           | 26        |
| Belgio (Fiandre)  | 49        |
| Danimarca         | 76        |
| Estonia           | 88        |
| Germania          | 94        |
| Irlanda           | 6         |
| Islanda           | 33        |
| Nuova Zelanda     | 42        |
| Regno Unito       | 12        |
| Svezia            | 93        |
| Svizzera          | 63        |
| Classifica (2019) | Posizione |
| Australia         | 93        |
| Corea del Sud     | 1         |
| Islanda           | 68        |
| Portogallo        | 187       |
| Regno Unito       | 88        |
| Classifica (2020) | Posizione |
| Corea del Sud     | 14        |
| Classifica (2021) | Posizione |
| Corea del Sud     | 40        |
| Classifica (2022) | Posizione |
| Corea del Sud     | 117       |
| Classifica (2023) | Posizione |
| Corea del Sud     | 145       |
| Classifica (2024) | Posizione |
| Corea del Sud     | 168       |